# Portadora-T
En telecomunicaciones, la portadora-T (Inglés: T-carrier) es la designación de un sistema genérico de telecomunicaciones para los sistemas digitales multiplexados originalmente desarrollados por los Laboratorios Bell y utilizado en Estados Unidos y Japón.
La unidad básica del sistema de portadoras-T es el DS0 que tiene una velocidad de transmisión de 64 kbit/s y es normalmente usado para un circuito de voz.
El sistema de Portadoras–E (Inglés:E-Carrier), o sistema europeo de portadoras es incompatible con las Portadoras-T y se utiliza en el todo el mundo excepto en Japón y los Estados Unidos

## T1
T1 se utiliza para designar circuitos digitales que funcionan a velocidades de 1544 Mbit/s. Originalmente el T1 portaba 24 canales de voz codificados (PCM) y multiplexados (TDM) en tramas de 64 kbit/s, separando 8 kbit/s para información de trama la cual facilita la sincronización y la demultiplexación en el receptor. Los canales de circuitos T2 y T3 portan múltiples canales T1 multiplexados, lo que resulta en velocidades de hasta 66,36 Mbit/s.
Se supone que la velocidad de 1544 Mbit/s se escogió porque las pruebas hechas por AT&T en Chicago fueron conducidas bajo tierra, y las partes accesibles estaban situadas a una distancia de 6600 pies, y por lo tanto la velocidad óptima fue escogida empíricamente aumentando la velocidad hasta que tasa de errores era inaceptable, y luego reduciéndola.
| Portadoras T (T-carrier)             | América del Norte                   | Japón                                       | Europe                         |
| ------------------------------------ | ----------------------------------- | ------------------------------------------- | ------------------------------ |
| Nivel 0 (canal básico)               | 64 kbit/s (DS0)                     | 64 kbit/s                                   | 64 kbit/s                      |
| Nivel 1                              | 1544 Mbit/s (DS1) (24 canales) (T1) | 1544 Mbit/s (24 c.)                         | 2048 Mbit/s (32 c.) (E1)       |
| Nivel intermedio (solamente EE. UU.) | 3152 Mbit/s (DS1C) (48 c.)          | -                                           | -                              |
| Nivel 2                              | 6312 Mbit/s (DS2) (96 c.)           | 6312 Mbit/s (96 c.), o 7786 Mbit/s (120 c.) | 8448 Mbit/s (128 c.) (E2)      |
| Nivel 3                              | 44 736 Mbit/s (DS3) (672 c.) (T3)   | 32 064 Mbit/s (480 c.)                      | 34 368 Mbit/s (512 c.) (E3)    |
| Nivel 4                              | 274 176 Mbit/s (DS4) (4032 c.)      | 97 728 Mbit/s (1440 c.)                     | 139 268 Mbit/s (2048 c.) (E4)  |
| Nivel 5                              | 400 352 Mbit/s (5760 c.)            | 565 148 Mbit/s (8192 c.)                    | 565 148 Mbit/s (8192 ac.) (E5) |